# Lagarolampis versicolor
Lagarolampis versicolor is een rechtvleugelig insect uit de familie Romaleidae. De wetenschappelijke naam van deze soort is voor het eerst geldig gepubliceerd in 1978 door Descamps.